# William W. J. Kelly

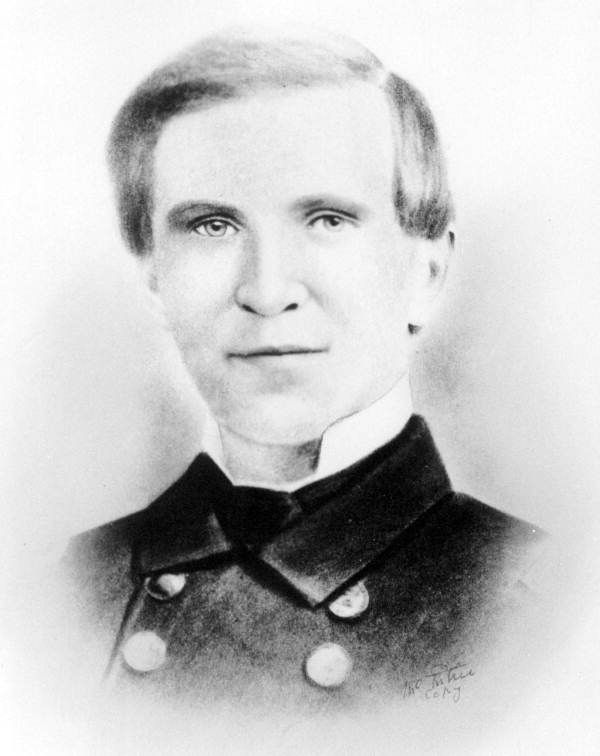
William W. J. Kelly

William Washington Jones Kelly (* 7. April 1814 in Wilmington, North Carolina; † 8. September 1878 in Pensacola, Florida) war ein US-amerikanischer Politiker und der erste Vizegouverneur des Staates Florida. 

## Biographie
Kelly wurde in eine Kaufmannsfamilie geboren. Im Jungenalter zog Kelly mit seiner Familie nach Pensacola im Staat Florida. Sein Vater Hanson wurde dort bald Postamtsvorsteher der Stadt und behielt dieses Amt bis zu seinem Tod 1850 inne.
William Kelly studierte, nachdem er seine Schullaufbahn abgeschlossen hatte, Rechtswissenschaft und trat nach Abschluss seines Studiums dem Gerichtshof von Escambia County 1834 bei. Er arbeitete noch an weiteren Gerichtshöfen, schien dort allerdings nie als Richter tätig gewesen zu sein. 1837 trat er einem Unternehmen bei, das sein Vater gegründet hatte. 
Er begann seine politische Laufbahn, indem er in den Senat von Florida gewählt wurde. Später vertrat er im Repräsentantenhaus von Florida das Escambia County, bis dieser Wahlbezirk 1845 in Escambia und Santa Rosa County gespalten wurde. Vom 10. Februar 1831 bis zu seinem Tode diente er in beiden Wahlbezirken als Richter. 1846 wurde er in den Stadtrat von Pensacola gewählt und gründete bald darauf die Freimaurerloge in Pensacola, deren Mitglied er gleichzeitig wurde.
Zwischen März 1847 bis Juni 1848 trat er der Armee von Florida bei, um beim Krieg gegen Mexiko zu kämpfen. Er wurde in das Florida Battalion rekrutiert und übernahm das Kommando, nachdem sie die Grenze zu Mexiko überschritten hatten. Nach Ende des Krieges vermachte ihm der Staat Land in Santa Rosa County aufgrund seiner Verdienste im Krieg gegen Mexiko, das Kelly jedoch bald wieder verkaufte.
1851 heiratete er Pauline Virginia Mitchell. Im folgenden Jahr wurde seine Tochter Pauline Virginia Kelly geboren. Am 5. April des Jahres trat er der United States Navy als Zahlmeister bei und heuerte auf mehreren Schiffen an. Er quittierte seinen Dienst nach neun Jahren. Wegen des Todes seiner Frau im September 1853 verließ er die Armee für ein halbes Jahr unerlaubt. Am 8. Mai 1856 heiratete er erneut, diesmal Mary Ella Smith. Mit ihr hatte er zwei Kinder. 
Kurz bevor der Sezessionskrieg in den Vereinigten Staaten ausbrach, konnte er am 21. Januar 1861 seinen Dienst beenden. Er war damit einer der letzten, dem diese Gelegenheit zustand. 
Danach nahm er seine politische Karriere wieder auf und fungierte als republikanischer Delegierter des Escambia County beim Verfassungskonvent von Florida. Am 20. Dezember 1865 wurde er als Vizegouverneur des Staates Florida vereidigt. Er behielt dieses Amt für drei Jahre. Bis zu seinem Tod im Jahre 1878 betätigte er sich noch weiterhin als Politiker. 
Nach seinem Tod am 8. September 1878 wurde er auf dem St. John's Cemetery, einem Freimaurerfriedhof, beerdigt. Dort erhielt er einen besonderen Ehrenplatz.